# Museo mineralogico e paleontologico del Cenacolo Italo Mus
Il Museo mineralogico e paleontologico del Cenacolo Italo Mus è un museo mineralogico e paleontologico che si trova a Saint-Vincent, in Valle d'Aosta.

## Storia
Il museo, intitolato all'artista valdostano Italo Mus, è stato creato nel 1978 dal Gruppo mineralogico dell'associazione di promozione sociale Cenacolo "Italo Mus", circolo culturale di Saint-Vincent, che ne è anche il gestore.
Il museo accoglie una vasta collezione di fossili e minerali, esposti in teche a partire dal 2011, anno in cui il museo si è spostato nella sede provvisoria di via Ponte Romano.
A partire dal 2015 il museo vuole aprirsi alla didattica delle scuole d'Europa e attirare un più vasto pubblico turistico. Si progetta una parete dello spazio museale, dedicata alla spiegazione di come si passa dalla roccia opaca al cristallo lucente, attraverso l'evoluzione alpina delle rocce nate in fondo all'antico oceano Tetide..
Si immagina anche una nuova vetrina, curata dal geologo Luca Ceragioli, per illustrare i "Minerali dell'Umanità", e cioè il rame, il ferro e l'oro che hanno scandito la storia delle civiltà in tutto il mondo: testi, immagini e campioni scelti dovrebbero permettere di approfondire come la scoperta nella montagna e poi l'estrazione dei metalli abbiano rivoluzionato la vita dell'uomo.
Nel 2018, il museo mineralogico inaugura due nuovi padiglioni, uno a partire dal lavoro di Ceragioli, intitolato "Padiglione dei Grandi Minerali dell’Umanità", e infine il "Padiglione delle Pietre Verdi", che racconta la storia delle rocce oceaniche, dagli abissi marini alle più alte vette alpine. Quest'ultimo padiglione presenta una litoteca a 16 posti, in cui sono esposte al piano terreno le 4 rocce-madri costituenti il fondo di tutti gli oceani passati, presenti e futuri, mentre ai piani superiori figurano le rocce che si sono formate nelle Alpi a partire da quelle sottostanti, man mano che cambiavano le condizioni (sprofondamento, risalita, presenza o meno di acqua e altri fluidi).
Nel marzo 2020 il museo, ormai allestito in piazza del Mercato, è chiuso per ampliamento.

## Le attività
Tra le attività principali del museo si contano la raccolta e la classificazione di minerali valdostani e di cristalli e pietre dure da tutto il mondo, a cui si affianca l'impegno didattico e divulgativo.
Secondo Francesco Prinetti, «L'evoluzione inevitabile per le collezioni museologiche va verso un maggiore contenuto culturale che superi il semplice momento estetico. Si tratta di adottare metodologie avanzate di comunicazione che, utilizzando a fondo alcuni pezzi e relazionandoli con oggetti significativi, permettano di evocare il territorio, l'ambiente in cui i minerali evolvono, la storia del Pianeta, la scienza. I pezzi valdostani di cui il museo è ricco si prestano particolarmente per legare il minerale alla roccia, alla montagna, al lavoro ed alla civiltà alpina.»

## La collezione
In totale la collezione conta un migliaio di pezzi: circa 170 fossili e 750 minerali. 
La parte della collezione paleontologica comprende vari esemplari di fossili paleozoici (in particolare trilobiti), mesozoici (sauri ed ammoniti) e cenozoici (invertebrati).
Fra i minerali valdostani trovano posto oggetti provenienti dall'area del Monte Bianco (essenzialmente quarzi, ma anche solfuri), rodingiti (granato, vesuviana, epidoto, clorite ecc.) e minerali di alta pressione anche idrotermali (giadeite, granato, anfibolo blu, violano ecc.) nonché carbonati vari, pirite, oro nativo.
Numerosi sono i pezzi provenienti dall'estero, in particolare tutti quelli acquisiti dopo l'entrata in vigore della normativa che equipara i minerali ai manufatti archeologici e ne vieta la detenzione.
Spiccano, in una teca oscurata, i minerali fluorescenti ai raggi UV.

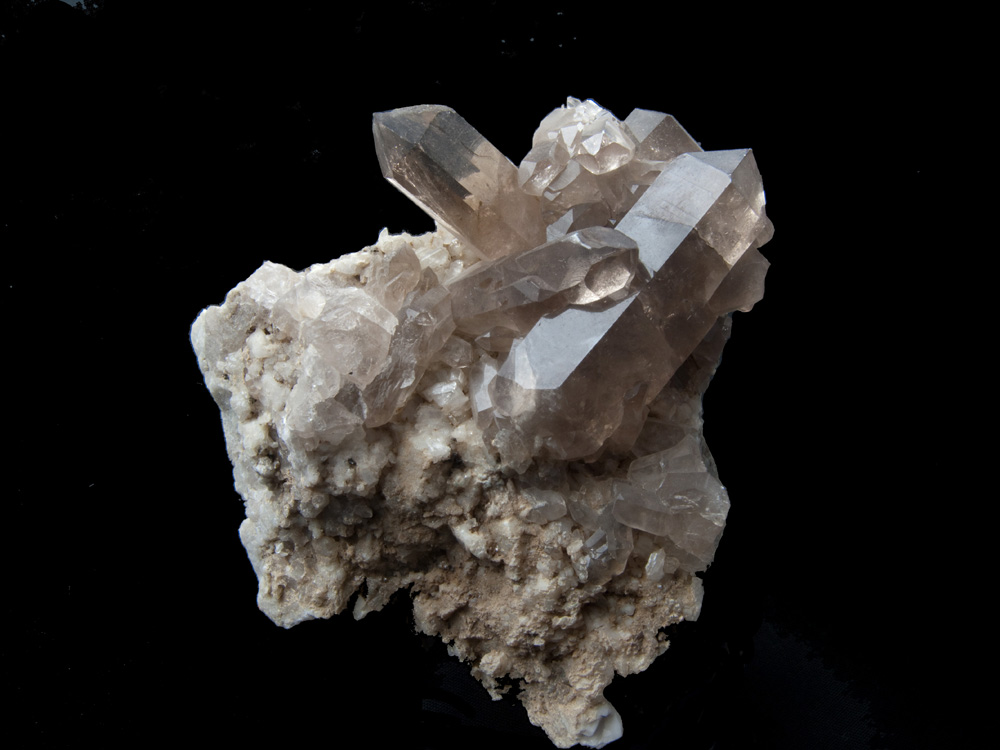
Quarzo fumé dalla Val Ferret.
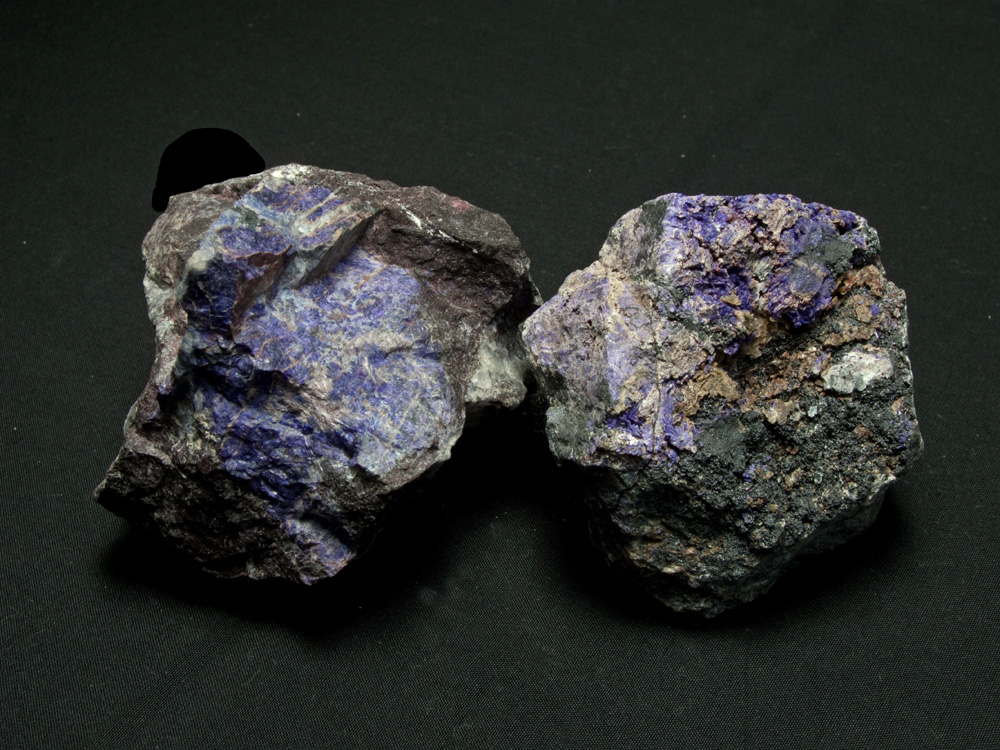
Mineralizzazioni idrotermali a manganese: violano da Prabornaz (Saint-Marcel)
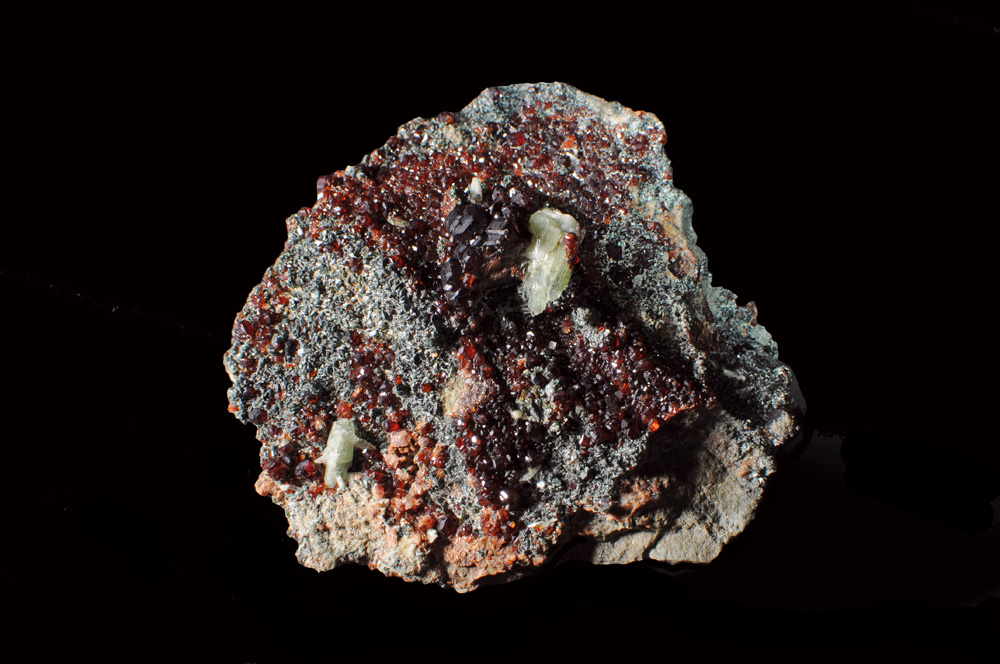
Rodingiti di Bellecombe: granato su clorite.